# Kuchi
Kuchi è un municipio dell'Angola appartenente alla provincia di Cuando Cubango. Ha 62.873 abitanti (stima del 2006) ed una superficie di 10.621 km².